# Herbert Rauter
Herbert Rauter (ur. 27 stycznia 1982 roku w Grazu) – austriacki piłkarz występujący na pozycji napastnika lub ofensywnego pomocnika. Wychowanek Sturmu Graz, obecnie jest zawodnikiem austriackiego klubu SC Wiener Neustadt.